# Wehretal
Wehretal település Németországban, Hessen tartományban. Lakosainak száma 4944 fő (2023. december 31.). Wehretal Eschwege és Weißenborn (Hessen) községekkel határos.

## Népesség
A település népességének változása:
| Lakosok száma | 5004 | 5002 | 4981 | 4999 | 4944 |
|               | 2017 | 2019 | 2021 | 2022 | 2023 |